# Eleccions legislatives estonianes de 2007
Les eleccions legislatives estonianes de 2007 se celebraren el 4 de març de 2007per a renovar els 101 membres del Riigikogu. El partit més votat fou el Partit Reformista Estonià i Andrus Ansip fou nomenat primer ministre d'Estònia en un govern de coalició.

## Resultats
|        |                                                                            |         |         |          |     |
| Partit | Partit                                                                     | Vots    | %       | Escons   | +/- |
|        | Partit Reformista Estonià (Eesti Reformierakond)                           | 153,044 | 27,8%   | 31 / 101 | 12  |
|        | Partit de Centre Estonià (Eesti Keskerakond)                               | 143,518 | 26,1%   | 29 / 101 | 1   |
|        | Unió de Pro Pàtria i Res Pública (Isamaa ja Res Publica Liit)              | 98,347  | 17,9%   | 19 / 101 | 16  |
|        | Partit Socialdemòcrata (Sotsiaaldemokraatlik Erakond)                      | 58,363  | 10,6%   | 10 / 101 | 4   |
|        | Partit Verd Estonià (Erakond Eestimaa Rohelised)                           | 39,279  | 7,1%    | 6 / 101  | Nou |
|        | Unió del Poble Estonià (Eestimaa Rahvaliit)                                | 39,215  | 7,1%    | 6 / 101  | 7   |
|        | Partit dels Democristians Estonians (Erakond Eesti Kristlikud Demokraadid) | 9,456   | 1,7%    | 0 / 101  | =   |
|        | Partit de la Constitució (Konstitutsioonierakond)                          | 5,464   | 1,0%    | 0 / 101  | =   |
|        | Partit de la Independència Estoniana (Eesti Iseseisvuspartei)              | 1,273   | 0,2%    | 0 / 101  | =   |
|        | Partit Rus d'Estònia (Vene Eesti Erakond)                                  | 1,084   | 0,2%    | 0 / 101  | =   |
|        | Partit d'Esquerra Estonià (Eesti Vasakpartei)                              | 607     | 0,1%    | 0 / 101  | =   |
|        | Independents                                                               | 563     | 0.10    | 0 / 101  | =   |
| Total  | Total                                                                      | Total   | 550,213 | —        | 101 |

### Resultats per municipi

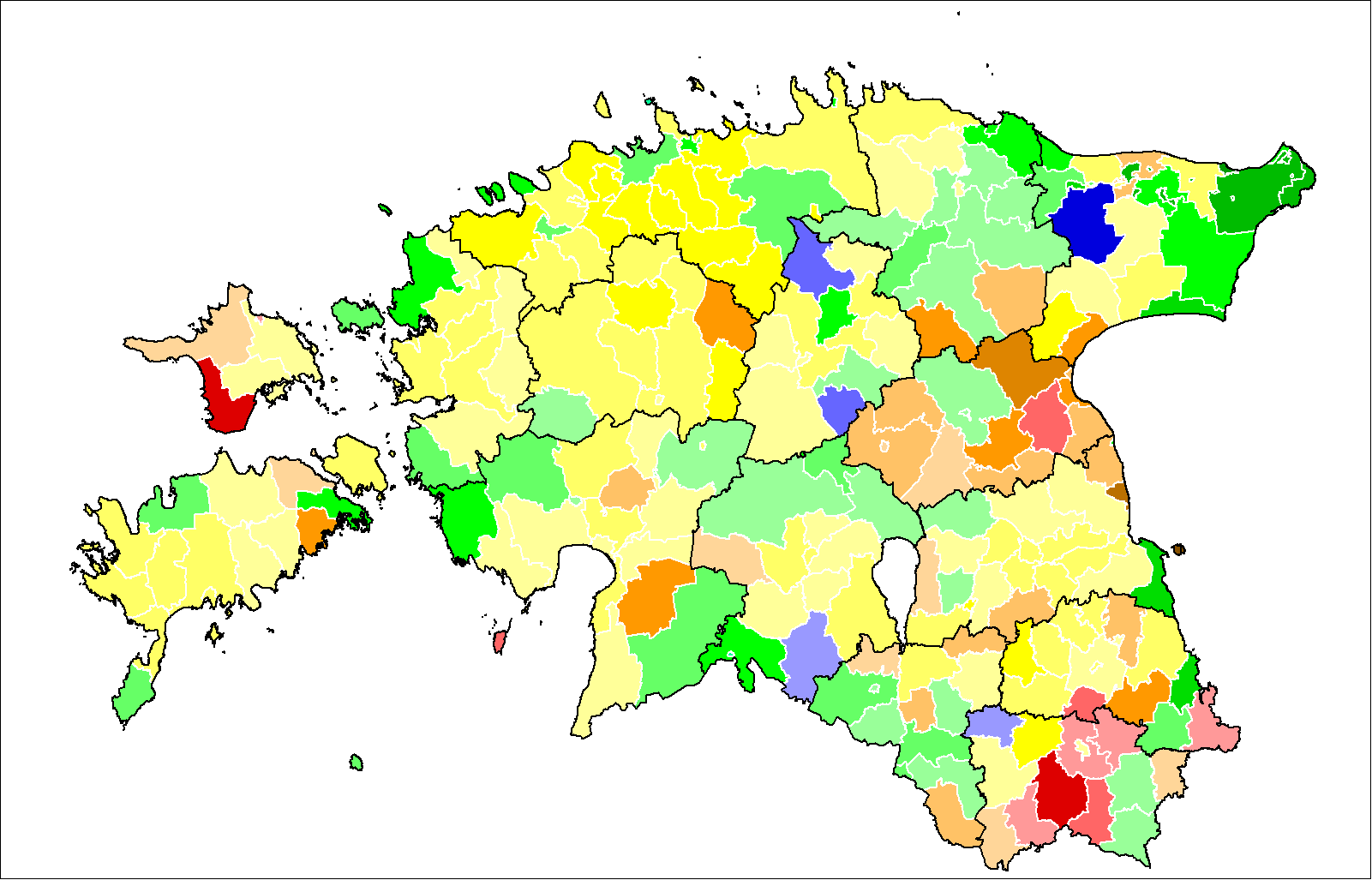
Partit més votat per municipi:

| ERE                         | EKE                                       | IM/RP                       | SDE                         | EMRL                                      |
| --------------------------- | ----------------------------------------- | --------------------------- | --------------------------- | ----------------------------------------- |
| 20–29% 30–39% 40–49% 50–59% | 20–29% 30–39% 40–49% 50–59% 60–69% 70–79% | 20–29% 30–39% 40–49% 50–59% | 20–29% 30–39% 40–49% 50–59% | 20–29% 30–39% 40–49% 50–59% 60–69% 80–89% |